# Vrysélla
Vrysélla är en ort i Grekland.   Den ligger i prefekturen Thesprotia och regionen Epirus, i den västra delen av landet, 300 km nordväst om huvudstaden Aten. Vrysélla ligger 65 meter över havet och antalet invånare är 289.
Terrängen runt Vrysélla är huvudsakligen kuperad, men norrut är den bergig. Runt Vrysélla är det glesbefolkat, med 16 invånare per kvadratkilometer. Närmaste större samhälle är Igoumenitsa, 8,3 km sydväst om Vrysélla. 